# Domabaem
Domabaem (도마뱀?), noto anche con il titolo internazionale Love Phobia, è un film del 2006 diretto da Kang Ji-eun.

## Trama
Il giovane Cha Jo-kang incontra da piccolo una stravagante ragazza di nome Ari, che sostiene di essere un'aliena; con il passare degli anni, i due si rivedono più e più volte, in occasioni differenti, ma sempre con la medesima conclusione: Ari scompare senza lasciare traccia, per poi farsi nuovamente viva dinnanzi a Jo-kang. Quest'ultimo con il passare del tempo si innamora della giovane, la quale infine si dichiara a lui, poco prima di morire a causa di un male incurabile. Seppur triste, Jo-kang decide di andare avanti con la propria vita, convinto che in futuro avranno modo di rincontrarsi.